# Чемпионат мира по тяжёлой атлетике 1922
21-й Чемпионат мира по тяжёлой атлетике прошёл с 29 по 30 апреля 1922 года в Таллине (Эстония).

## Общий медальный зачёт
| Место | Страна    | Золото | Серебро | Бронза | Всего |
| ----- | --------- | ------ | ------- | ------ | ----- |
| 1     | Эстония   | 3      | 3       | 5      | 11    |
| 2     | Франция   | 1      | 0       | 0      | 1     |
| 2     | Швейцария | 1      | 0       | 0      | 1     |
| 4     | Латвия    | 0      | 2       | 0      | 2     |
| Всего | Всего     | 5      | 5       | 5      | 15    |

## Медалисты
| Вес           | Золото                    | Серебро                    | Бронза                       |
| ------------- | ------------------------- | -------------------------- | ---------------------------- |
| До 60 кг      | Хайнрих Граф (Швейцария)  | Карл Кёив (Эстония)        | Густав Эрнесакс (Эстония)    |
| До 67,5 кг    | Альфред Неуланд (Эстония) | Эдуард Ванаасеме (Эстония) | Вольдемар Ноормяги (Эстония) |
| До 75 кг      | Саул Халлап (Эстония)     | Альбертс Озолиньш (Латвия) | Альфред Пуусааг (Эстония)    |
| До 82,5 кг    | Франсуа Роже (Франция)    | Йоханнес Тоом (Эстония)    | Рудольф Тихане (Эстония)     |
| Свыше 82,5 кг | Харальд Таммер (Эстония)  | Карлис Лейландс (Латвия)   | Кальё Рааг (Эстония)         |

## Ссылка
- Статистика Международной федерации тяжёлой атлетики